# Seznam dílů seriálu Šestej smysl
Toto je seznam dílů seriálu Šestej smysl.

## Přehled řad
| Řada | Díly | Premiéra v USA | Premiéra v USA  | Premiéra v ČR    | Premiéra v ČR     |
| Řada | Díly | První díl      | Poslední díl    | První díl        | Poslední díl      |
| ---- | ---- | -------------- | --------------- | ---------------- | ----------------- |
| 1    | 13   | 12. ledna 2012 | 11. května 2012 | 1. července 2013 | 12. prosince 2013 |

## Seznam dílů
| Č. v seriálu | Původní název              | Český název        | Režie           | Scénář                                     | Premiéra v USA  | Premiéra v ČR      |
| ------------ | -------------------------- | ------------------ | --------------- | ------------------------------------------ | --------------- | ------------------ |
| 1            | An Orphan Walks Into a Bar | Pašerák drog       | Daniel Sackheim | Hart Hanson                                | 12. ledna 2012  | 1. července 2013   |
| 2            | Bullets                    | Ztracené kulky     | Terrence O'Hara | Matt MacLeod                               | 19. ledna 2012  | 29. července 2013  |
| 3            | A Cinderella Story         | O Popelce          | Adam Arkin      | Sanford Golden a Karen Wyscarver           | 26. ledna 2012  | 15. července 2013  |
| 4            | Swing and a Miss           | Špatná trefa       | Kevin Hooks     | Aaron Ginsburg a Wade McIntyre             | 2. února 2012   | 22. července 2013  |
| 5            | The Great Escape           | Útěk               | Seith Mann      | Emilia Serrano                             | 9. února 2012   | 12. srpna 2013     |
| 6            | Little Green Men           | Vesmírná záhada    | Dwight Little   | Will Pascoe                                | 23. února 2012  | 14. listopadu 2013 |
| 7            | Eye of the Storm           | Hurikán            | Alex Chapple    | Aaron Ginsburg a Wade McIntyre             | 8. března 2012  | 21. listopadu 2013 |
| 8            | Life After Death           | Život po smrti     | David Boreanaz  | Nkechi Okoro Carroll                       | 6. dubna 2012   | 19. srpna 2013     |
| 9            | The Last Meal              | Poslední večeře    | Milan Cheylov   | Josh Friedman                              | 13. dubna 2012  | 8. července 2013   |
| 10           | The Conversation           | Rozhovor           | Jim Hayman      | Patrick Massett a John Zinman              | 20. dubna 2012  | 5. srpna 2013      |
| 11           | The Inheritance            | Dědictví           | David Straiton  | Sanford Golden a Karen Wyscarver           | 27. dubna 2012  | 5. prosince 2013   |
| 12           | Voodoo Undo                | Panenka voodoo     | Daniel Sackheim | Matt MacLeod a Emilia Serrano              | 4. května 2012  | 28. listopadu 2013 |
| 13           | The Boy with the Bucket    | Chlapec s kbelíkem | Vahan Moosekian | Hart Hanson, Patrick Massett a John Zinman | 11. května 2012 | 12. prosince 2013  |